# Aata Bombata
Aata Bombata er en indisk film fra 1990 af B. C. Gowrishankar.

## Medvirkende
- Shankar Nag
- Srilatha
- Sudheer
- Ramakrishna
- Mysore Lokesh
- Ramesh Bhat
- Thriveni